# Eustroma changi
Eustroma changi är en fjärilsart som beskrevs av Inoue 1986. Eustroma changi ingår i släktet Eustroma och familjen mätare. Inga underarter finns listade i Catalogue of Life.